# Notoxus haafi
Notoxus haafi là một loài bọ cánh cứng trong họ Anthicidae. Loài này được van Hue miêu tả khoa học năm 1972.